# Pakkat Hauagong
Pakkat Hauagong is een bestuurslaag in het regentschap Humbang Hasundutan van de provincie Noord-Sumatra, Indonesië. Pakkat Hauagong telt 4569 inwoners (volkstelling 2010).